# Markus Brinkmann (Politiker)

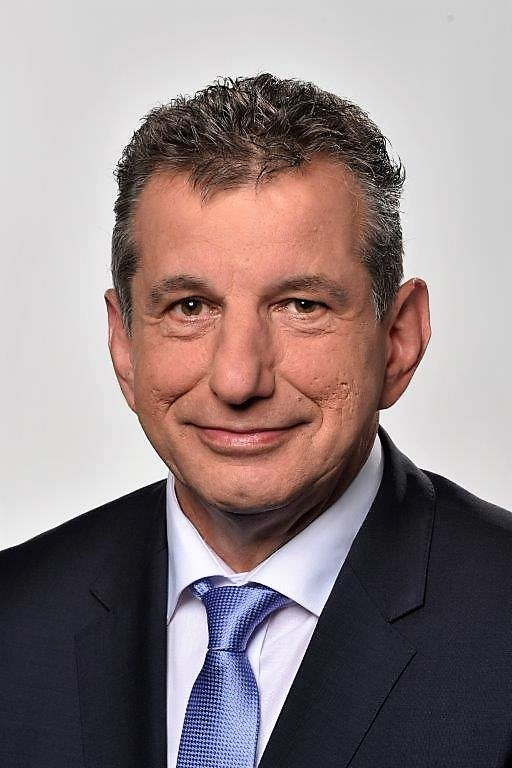
Markus Brinkmann, 2017

Markus Brinkmann (* 30. Juni 1961 in Hildesheim) ist deutscher Politiker (SPD). Er ist seit 2008 Mitglied des niedersächsischen Landtags.

## Beruflicher Werdegang
Nach dem Regelschulabschluss begann er 1978 eine Ausbildung bei der Deutschen Bundespost, die er 1981 abschloss. Von 1988 bis 1989 besuchte er die Sozialakademie Dortmund. Von 1989 bis 2001 war er Bezirkssekretär bei der Deutschen Postgewerkschaft, danach Bezirksgeschäftsführer von Ver.di. Seit 2006 bis zum Einzug in den Landtag im Jahre 2008 war er stellvertretender Bezirksgeschäftsführer von Ver.di im Bezirk Hannover/Leine-Weser.

## Politik
Markus Brinkmann ist seit 1983 Mitglied der SPD. Seit der Landtagswahl in Niedersachsen 2008 ist er Mitglied des niedersächsischen Landtags. 2008 zog er über die Landesliste der SPD in den Landtag ein. 2013, 2017 und 2022 konnte er das Direktmandat im Landtagswahlkreis Sarstedt/Bad Salzdetfurth erringen. Seit 2013 ist Brinkmann Schriftführer des Niedersächsischen Landtages.
Brinkmann ist seit 2011 Mitglied im Rat der Stadt Sarstedt und seit 2016 Ratsvorsitzender.

## Privates
Brinkmann ist verheiratet und römisch-katholischer Konfession.